# Хиераполис
Вижте пояснителната страница за други значения на Хиераполис.
Хиераполис (на старогръцки: Ἱεράπολις; на латински: Hierapolis, Hieropolis, „Свещен град“) е древногръцки град в древна Фригия в Мала Азия (дн. Турция, на планината над Памуккале), в долината на река Ликос на пътя от Сарди за Апамея, Фригия.
Градът е прочут още през древността със светилището на Аполон с оракул и с топлите извори. Водата служила за багрене на вълна, а текстилната индустрия води до богатството на града.
Хиераполис е в Списъка на световното културно и природно наследство на ЮНЕСКО.
Градът е новооснован през 261 – 253 пр.н.е. от Антиох II Теос, както и съседният град Лаодикея. През 190 пр.н.е. пергамският цар Евмен II построил града отново. През 17 г. градът е разрушен от земетресение, след това е възобновен и разширен. През 1. и 2. век се създават термални бани, фонтани, театри и храмове, но през 1334 г. отново е напълно разрушен от земетресение.
Градът играе важна роля в разпространението на християнството. В Хиераполис е живял през последните си години апостол Филип заедно с неговата дъщеря. Тук и умира около 80 г., убит от римляните.